# Kitty Dewall
Kitty Dewall (* 2. April 1894 als Katharina Wanda Darqueville in Berlin; † 18. August 1955 ebenda) war eine deutsche Sängerin und Schauspielerin der Stummfilmzeit.

## Leben
Die Tochter des Tischlers Julius Darqueville und seiner Frau Bertha, geb. Winnat, spielte zwischen 1912 und 1919 Haupt- und Nebenrollen in Inszenierungen von Gustav Trautschold, Harry Piel, Viggo Larsen, Paul Leni und anderen Regisseuren. Meist handelte es sich dabei um Komödien, Kriminal- oder Abenteuerfilme.
1918 heiratete sie den Arzt Franz Calmsohn, doch wurde die Ehe bereits 1919 wieder geschieden. 1935 nahm sie ihren Geburtsnamen wieder an.
Kitty Dewall starb 1955 im St.-Hildegard-Krankenhaus in Berlin-Charlottenburg.    

## Filmografie
- 1912: Wie sich das Kino rächt
- 1912: Ein Lebenslied
- 1916: Seltsame Köpfe
- 1916: Das geheimnisvolle Telefon
- 1916: Bobby als Amor
- 1917: Das Klima von Vancourt
- 1917: Das fidele Gefängnis
- 1917: Der Erbe von Het Steen
- 1917: Lori & Co.
- 1917: Frank Hansens Glück
- 1918: Der geprellte Don Juan
- 1919: Die platonische Ehe
- 1919: Der Wirrwarr